# 市原市立有秋中学校
市原市立有秋中学校（いちはらしりつ ゆうしゅうちゅうがっこう）は、千葉県市原市不入斗にある公立中学校。文部科学省学校コードはC112210002191、旧学校調査番号は123913で、教育開発出版所属中学校コードは120198。通称は有秋（ゆうしゅう）、有秋中（ゆうしゅうちゅう）。

## 概要
姉崎住宅団地や桜台団地などといった有秋地区の団地造成による人口増加、それに伴う生徒数の増加によって、市原市立姉崎中学校から分離独立して開校した新設校である。

## 沿革

### 概歴
1978年4月に市原市立姉崎中学校から分離する形で開校した。最盛期には1学年あたり8から9学級で350名ほど、全校生徒約1,000名を超える時期もあった。しかし、現在は生徒数約300名ほどにまで落ち着いている。なお、この生徒数に関しては姉崎・有秋地区の中学校では市原市立千種中学校についで2番目に多い。

### 沿革
- 1978年（昭和53年）4月1日 - 市原市立有秋中学校開校[3]

## 校則

### 制服
1978年の開校当初から変わらず以下の通りとなっている。
1. 冬服
  - 男子：詰襟学生服（学ラン）
  - 女子：カフスとセーラーカラーに3本の白いラインが入った濃紺色のセーラー服、白色のスカーフ
2. 夏服
  - 男子：Yシャツ、「Yushu」のロゴが入った黒系ズボン
  - 女子：ブラウス、吊りスカート、薄水色のリボン

市原市内の姉崎中、姉崎東中、東海中、千種中、双葉中、市原中、三和中、市東中、湿津中の制服とは、校章以外でほとんど見分けがつかない。なお、八幡中も制服変更前は同様のものであった。

### 制定鞄
横長のリュックサックタイプ又は肩掛けタイプの鞄で、縦に2本水色のラインが入っている。姉崎中と姉崎東中の鞄と色違いである。

### 制定ジャージ
上下共に青を基調として横に白い太いラインがあり、それを挟むように2本赤いラインが入っている。

### 制定体操服
上は白を基調にジャージ同色のラインが入る。下はジャージと同色。

### その他
- 距離によっては自転車通学が可能である[4]。

## 施設

### 敷地
学校が所在する敷地の詳細は以下の通りである。
- 所在地：〒290-0115　千葉県市原市不入斗1200番地
- 所有者：市原市
- 敷地面積：39,930m2
- 取得価格：1,344,055,000円
- 用途地域：なし
- 指定建蔽率：60%
- 指定容積率：100%

### 建物
敷地内に以下の建物が存在する。
| 棟番号 | 棟名称           | 建物用途         | 構造 | 階数    | 延床面積   | 建築年 | 耐震情報 | 備考 |
| ------ | ---------------- | ---------------- | ---- | ------- | ---------- | ------ | -------- | ---- |
| 001    | 校舎-1           | 校舎・園舎       | RC造 | 地上4階 | 2,636.00m2 | 1978   | IS値0.72 |      |
| 002    | 校舎-3           | 校舎・園舎       | RC造 | 地上4階 | 1,811.00m2 | 1985   | 新耐震   |      |
| 003    | 校舎ー2          | 講堂             | RC造 | 地上4階 | 1,674.00m2 | 1978   | IS値0.74 |      |
| 004    | 体育館           | 体育館           | RC造 | 地上1階 | 1,087.00m2 | 1979   | IS値1.13 |      |
| 005    | 校舎-4           | 校舎・園舎       | RC造 | 地上3階 | 912.00m2   | 1994   | 新耐震   |      |
| 006    | 武道場           | 体育館           | RC造 | 地上1階 | 671.00m2   | 1988   | 新耐震   |      |
| 007    | 自転車置場・置場 | 自転車置場・置場 | S造  | 地上2階 | 604.01m2   | 1998   | -        |      |
| 008    | 倉庫・物置       | 倉庫・物置       | S造  | 地上1階 | 66.00m2    | 1978   | -        |      |
| 009    | 脱衣室・更衣室   | 脱衣室・更衣室   | 木造 | 地上1階 | 62.00m2    | 1985   | -        |      |
| 010    | 倉庫・物置       | 倉庫・物置       | RC造 | 地上1階 | 40.00m2    | 1978   |          |      |
| 011    | 倉庫・物置       | 倉庫・物置       | RC造 | 地上1階 | 40.00m2    | 1979   |          |      |
| 012    | 倉庫・物置       | 倉庫・物置       | S造  | 地上1階 | 26.00m2    | 1999   | -        |      |

### その他
- 橋（敷地内に川が流れているため）
- テニスコート
- プール

## 諸活動

### 部活動
·サッカー部（男）　·バレー部(女)
·バスケ部(男女)　·ソフトテニス部　（男女）
·野球部(男女)　·卓球部（男女）

·吹奏楽部（男女）　·美術部（男女）

## 生徒数・学級数
2021年4月1日現在、359名（14学級、うち特別支援学級2）となっている。

## 通学区域
通学区域に指定されている町丁字とその範囲は以下の通りである。
- 片又木
- 有秋台東1 - 3丁目
- 有秋台西1 - 2丁目
- 豊成
- 立野
- 迎田
- 不入斗
- 深城
- 天羽田
- 椎津の一部
- 椎の木台1 - 2丁目
- 桜台1 - 4丁目
- 泉台1 - 5丁目

## 進学前小学校
- 市原市立有秋東小学校
- 市原市立有秋西小学校
- 市原市立有秋南小学校

## 近隣の学校
- 市原市立有秋東小学校
- 市原市立有秋西小学校
- 市原市立有秋南小学校
- 市原市立姉崎中学校
- 市原市立姉崎東中学校

## 通学区域内施設
- 市原市役所有秋支所
- 市原市立有秋公民館